# Anchylarthron inornatum
Anchylarthron inornatum är en skalbaggsart som först beskrevs av Brendel 1865.  Anchylarthron inornatum ingår i släktet Anchylarthron och familjen kortvingar. Inga underarter finns listade i Catalogue of Life.